# Ка ди Лацино (Ла Специја)
Ка ди Лацино је насеље у Италији у округу Ла Специја, региону Лигурија.
Према процени из 2011. у насељу је живело 87 становника. Насеље се налази на надморској висини од 240 м.